# Achères (Yvelines)
Achères és un municipi francès, situat al departament d'Yvelines i a la regió de l'Illa de França.
Forma part del cantó de Poissy, del districte de Saint-Germain-en-Laye i de la Comunitat urbana Grand Paris Seine et Oise.